# Canossa (Mulazzo)
Canossa è una frazione del comune italiano di Mulazzo, nella provincia di Massa-Carrara, in Toscana.

## Storia
Il borgo di Canossa era possedimento dei marchesi Malaspina di Lusuolo e venne acquistato dal granduca Cosimo I de' Medici nel 1574.
Al censimento del 1833 il borgo contava 116 abitanti.

## Monumenti e luoghi d'interesse

### Chiesa di San Michele Arcangelo
La chiesa di San Michele Arcangelo costituisce la chiesa parrocchiale della frazione di Canossa. La struttura attuale risale al XV secolo, in quanto risulta citata per la prima volta negli estimi del 1470-71 che la inseriscono tra le dipendenze della pieve di Castevoli, detta anche "di Vico". Venne eretta in parrocchia in seguito alla visita pastorale del cardinale Benedetto Lomellini del 1568. Danneggiata da un terremoto del 1920, fu restaurata tra il 1928 e 1929. Ulteriori lavori di consolidamento dell'edificio sono stati effettuati nel 2017.
Costruita in pendenza, l'esterno intonacato possiede linee semplici, con due lesene laterali che arrivano dalla base fino alla copertura a capanna; al centro, in alto, è stuccata una croce. Il campanile, anch'esso stuccato, presenta due lesene laterali più sottili, con una che va a fare anche da cornicione sotto le campane. L'interno, ad aula unica, possiede un ingresso con volta a botte lunettata; ai lati si trovano due cappelle, anch'esse con copertura voltata. È affrescato con giochi decorativi, lesene disegnate sulle colonne e rappresentazioni di immagini sacre, come i quattro evangelisti. È completamente priva di finestre.

### Croce
Al confine di Canossa è posta una croce di colore azzurro e oro alta circa 10 metri che si illumina di notte, posta in onore dei missionari cattolici, dalla quale si ha una visione quasi completa dell'alta, media e bassa Lunigiana.

### Statue stele
A Canossa è stata rinvenuta nel 1972, in località Al Monte, nei pressi del cimitero parrocchiale, una statua stele. Si tratta di una statua stele del gruppo B, risalente all'epoca eneolitica, di sesso maschile, come si può notare dall'arma che tiene in mano: un pugnale con manico semilunato, con la lama inserita in un fodero, di forma rettangolare, con delle costolature ai lati e tre cuspidi al suo termine sul lato corto. La statua stele di Canossa è conservata al Museo delle statue stele lunigianesi di Pontremoli, che riuscì ad entrare in possesso del manufatto e a esporlo nelle sue sale al castello del Piagnaro.

### Tana della Diana
A Canossa sono presenti delle grotte, utilizzate dall'uomo come rifugio naturale, come dimostrano le incisioni rupestri presenti all'interno delle caverne. Il nome "Tana della Diana" è dovuto al fatto che la popolazione locale identificava i disegni preistorici come cucchiai, forchette ed altri utensili, che, secondo la tradizione, appartenevano a Diana, una donna magica, una sorta di "Befana", che regalava dei doni ai bambini buoni.